# یان اورت ویر
یان اورت ویر (انگلیسی: Jan Evert Veer؛ زادهٔ ۱ نوامبر ۱۹۵۰) بازیکن واترپلو اهل پادشاهی هلند است.